# Blaaskwintet

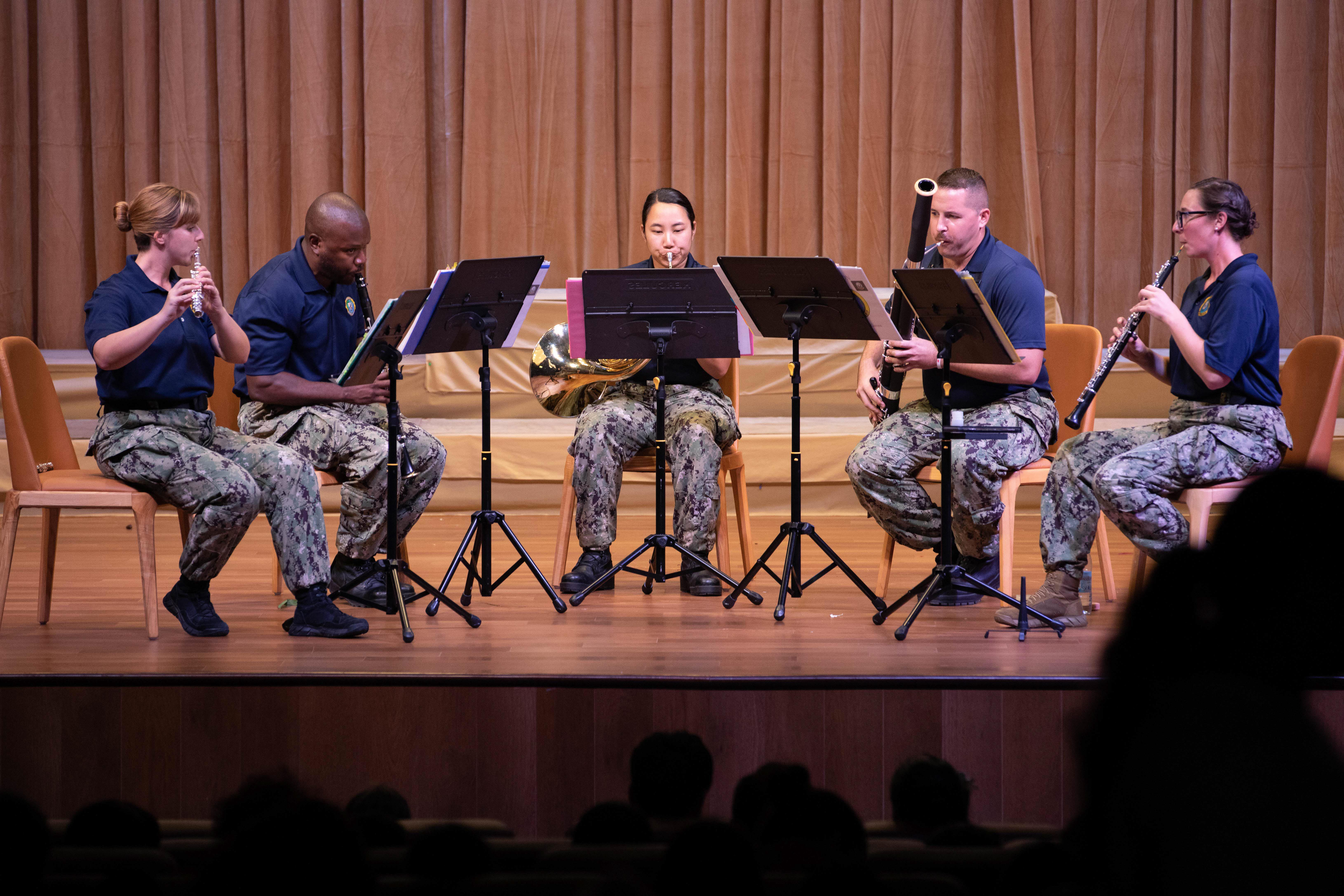
Blaaskwintet

Een blaaskwintet is een bezetting van vijf blaasinstrumenten in de vaste combinatie fluit, hobo, klarinet, fagot en hoorn of het ensemble met deze samenstelling dat deze muziekstukken uitvoert. Een blaaskwintet wordt soms ook houtblaaskwintet genoemd, ter onderscheiding van het koperkwintet dat alleen uit koperblazers bestaat.

## Repertoire
Antonín Rejcha was een van de eerste componisten die blaaskwintetten schreef. Hij en Franz Danzi schreven er respectievelijk 24 en 9. 
Andere componisten die bekende blaaskwintetten hebben geschreven zijn Gustav Holst, Darius Milhaud, Carl Nielsen, Paul Taffanel, György Ligeti, Arnold Schönberg en Paul Hindemith. Een langere lijst met bekende composities is te vinden op de Engelstalige Wikipedia.